# 紀霊
紀 霊（き れい、生没年不詳）は、中国後漢時代末期の武将。

## 正史の事跡
袁術配下。『三国志』魏書呂布伝によると、建安元年（196年）、呂布が劉備から下邳を奪ったため、劉備は呂布に降って小沛に駐屯した。それを見た袁術は、紀霊に3万の軍を率いさせ、劉備を攻撃させた。
呂布は、袁術がもし劉備を滅ぼしたならば、臧覇らと結んで自分を包囲しようと企むであろうと見抜き、紀霊と劉備の仲裁に出た。呂布は紀霊に対し、轅門（軍門のこと、轅門は袁門に当て付けている）の地面に挿した戟の小枝（胡）に矢を射当てたら軍を引き揚げよ、と申し渡し、見事そこに矢を射当てた。紀霊は約束により止むを得ず兵を引いたが、その後の動向は不明である。

## 演義における紀霊
小説『三国志演義』では、山東出身との設定で、重さ50斤（約11キロ）におよぶ三尖刀の使い手として登場する。劉備軍との攻防では、関羽との一騎討ちで30合余り打ち合う。しかし紀霊は休憩を提案し、後に再戦を求める関羽の申し出を拒絶している。代わりに副将の荀正が飛び出すが、1合で関羽に討ち取られてしまう。その結果、紀霊軍は進軍停止を余儀なくされ、劉備軍も戦力の不足から積極的な攻勢に出る事が出来ず、戦線は膠着状態になる。その後、呂布の反乱に合わせた袁術の謀略により、高順と共に劉備の挟撃を図るも失敗し、劉備に逃亡を許すこととなる。劉備は講和した呂布の下に逃げ延びている。
劉備が呂布によって小沛に追いやられた時に、再び袁術の命令で劉備を攻撃するが、正史と同様呂布の仲裁により撤退している。激怒する袁術に、袁術の息子と呂布の娘の縁談を献策。呂布軍の陳宮の思惑とも合致するが、この縁談は曹操や劉備方に密通する陳珪の策により頓挫する。その後、袁術の徐州親征時には遊軍を率いて参加するが、裏切った楊奉・韓暹に撃破されてしまう。
やがて袁術が帝を僭称し、敗戦と暴政のため人心を失い孤立すると、多くの配下は袁術を見限る中で、最後まで袁術に従っている。しかし、袁術が領土を捨て袁紹の下へ落ち延びる途中、曹操から追討を命じられた劉備軍と戦い、張飛との一騎討ちで10合余り渡り合った後に討ち取られてしまっている。前半あれだけの強者として描かれているが、後半は完全に張飛の武勇を引き立てる役にまわされている。